# Eupithecia dechkanata
Eupitecia dechkanata es una especie de polilla de la familia Geometridae. La especie fue descrita por primera vez por Vladimir Georgievich Mironov en 1989 y se puede encontrar distribuido en Turkmenistán y Tayikistán. Pertenece al grupo de especies E. gueneata junto con otras quince especies de Eurasia. Es endémica de la zonas áridas de Turania, en el sector del cordón Kizil-Jar.

## Descripción
El grupo de especies gueneata se caracterizan por tener colores muy llamativos, a diferencia de las especies europeas. En el medio de sus alas anteriores suelen tener líneas transversales notorias y oscuras. Tienen palpos pequeños y angostos y cuentan con tergitos rectangulares. Exteriormente se parece a otra especie de la localidad, E. conviva, diferenciándose por un campo medio negro más amplio en las alas anteriores y un fuerte oscurecimiento de la parte basal de ambas alas en la parte inferior.